# Kontra regula – Tribute to Dino Dvornik
Kontra regula – Tribute to Dino Dvornik live je album hrvatskog skladatelja, tekstopisca i glazbenika Dina Dvornika, koji izlazi 2010. g.
Objavljuje ga diskografska kuća Croatia Records, sadrži trinaest skladbi na CD-u i DVD-u, a njihovi producenti su www.kreativninered.net.
Materijal na albumu sastoji se od uspješnica Dina Dvornika koje su izveli razni izvođači u čast Dina Dvornika. Album je snimljen 21.06.2009. na live koncertu na Bačvicama u Splitu.
Dino Dvornik 2011. za ovaj album dobiva prestižnu hrvatsku diskografsku nagradu, Porin, u kategoriji najbolji video program.
"Kontra regula – Tribute to Dino Dvornik" se također može pronaći u Croatia Records trgovinama te na njihovom online shopu.

## Popis pjesama
1. "Mario Huljev: Africa" - 4:23 p&c 1995.
  - Dvornik - Dvornik - Dvornik
2. "Mario Huljev: Jače manijače" - 3:03 p&c 1990.
  - Dvornik - R.Amadeus - Dvornik/Šabijan
3. "Mario Huljev: Ti si mi u mislima" - 4:44 p&c 1989.
  - Dvornik - Dvornik - Dvornik
4. "Željko Banić: Nadahnuće" - 4:08 p&c 2005.
  - Banić - Banić - Dvornik
5. "Neno Belan: Ella E" - 4:57 p&c 1990.
  - Belan - Alebić - Dvornik
6. "Dean Dvornik & Kineski Zid: Ja vidim sve" - 4:17 p&c 1982.
  - Dvornik - Dvornik - Dvornik
7. "Vjeran Mišurac: Điha, điha" - 3:47 p&c 1997.
  - Dvornik - Dvornik - Dvornik
8. "Nina Badrić: Biti sam" - 4:33 p&c 1990.
  - Dvornik - Gibonni - Dvornik/Šabijan
9. "Davor Gobac & Sane: Imam rep" - 3:28 p&c 1992.
  - Dvornik - Gibonni - Dvornik
10. "Dean Dvornik: Iden ća ka i moj ćaća" - 4:20 p&c 2008.
  - Dvornik - Mišurac - Dvornik/Sekulović
11. "Josipa Lisac & Gibonni: Rušila sam mostove od sna" - 4:22 p&c 1992.
  - Dvornik - Gibonni/Vuica - Dvornik
12. "Ivana Kindl: Ljubav se zove imenom tvojim" - 5:53 p&c 1988.
  - Dvornik - Kralj - Dvornik
13. "Svi izvođači: Hipnotiziran" - 4:00 p&c 2008.
  - Sekulović - Sekulović - Dvornik/Sekulović

## Vanjske poveznice
- discogs.com - Dino Dvornik - Kontra regula – Tribute to Dino Dvornik